# Mehdi Labeyrie-Hafsi
Mehdi Jamel Labeyrie-Hafsi (in arabo مهدي حفصي‎?; Bordeaux, 23 febbraio 1978) è un ex cestista francese con cittadinanza tunisina.

## Carriera
Con la Tunisia ha disputato i Giochi olimpici di Londra 2012.